# Дрогобицький Камінь
Дрого́бицький Ка́мінь — гора в Українських Карпатах, одна з вершин Вододільного хребта. Розташована на межі Львівської та Закарпатської областей, на схід від села Гусний та південний захід від села Карпатське.
Висота гори 1186 м. Підніжжя вкрите лісами, з висоти 1100 м починається полонина, на вершині наявні кам'яні розсипи та невеликі скелі.
Через Дрогобицький Камінь проходить туристичний шлях, що веде від села Сянок на гору Пікуй.

## Галерея

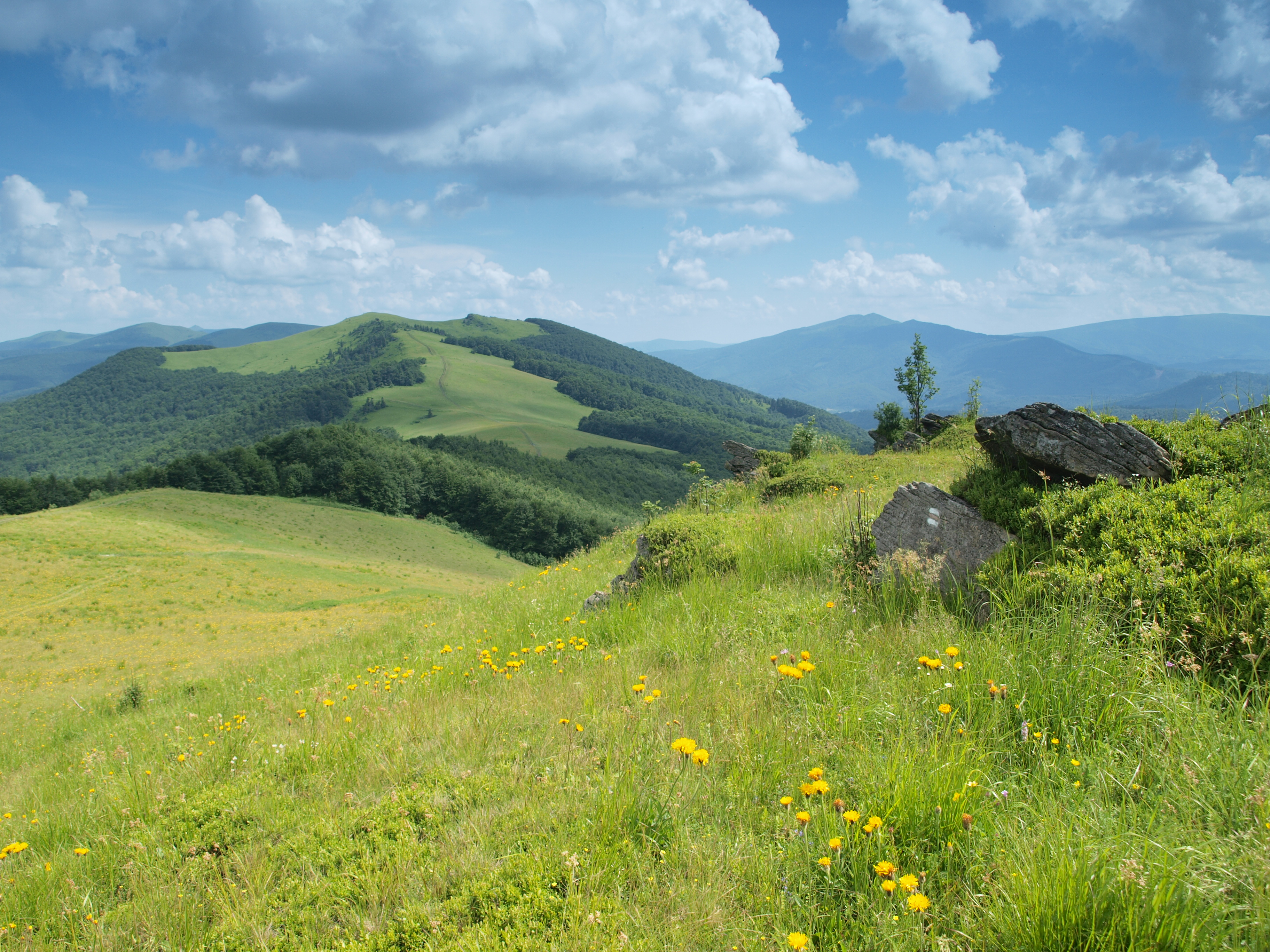
Вид на гору Старостина
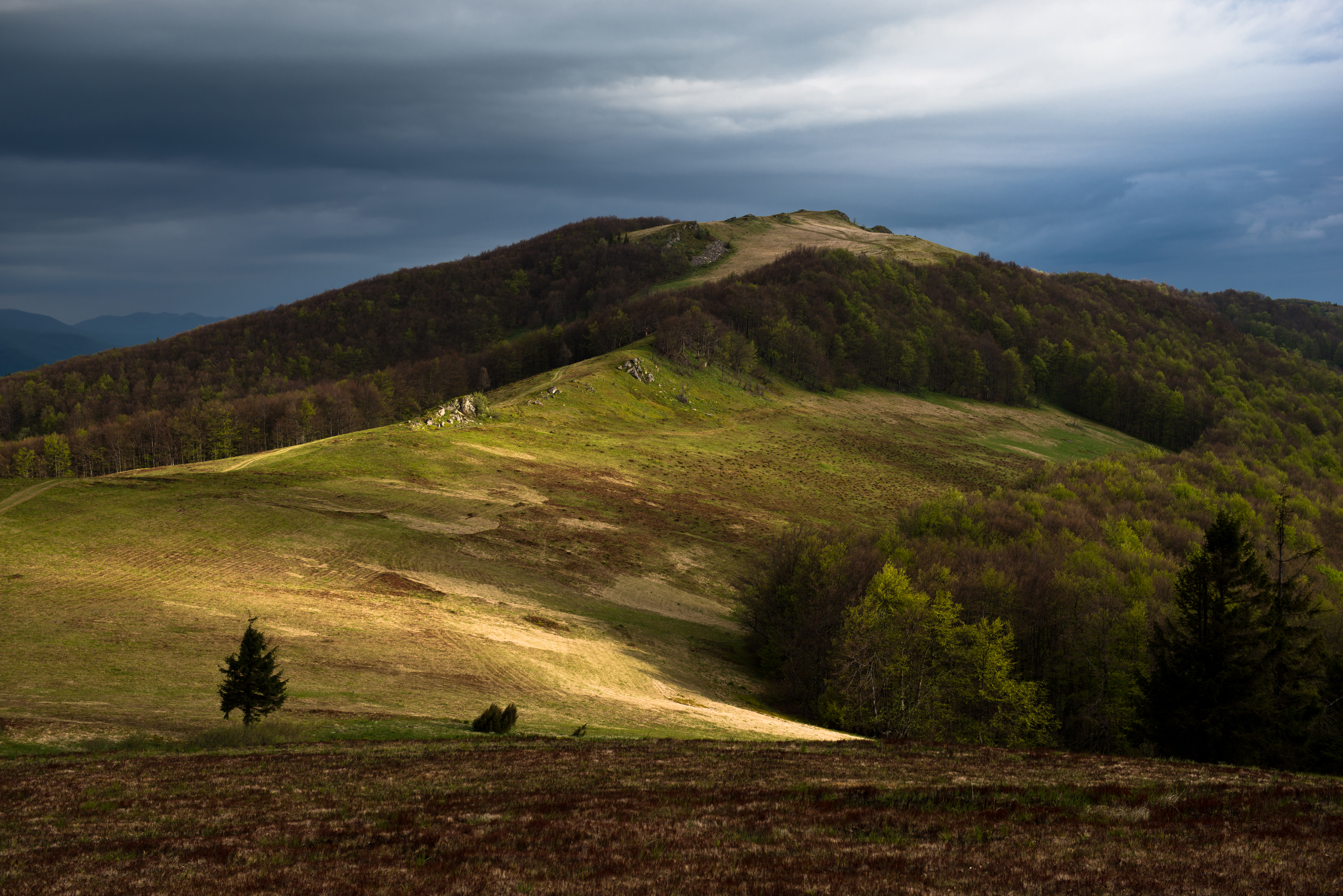
Вид на г.Дрогобицький Камінь